# Chiastospora parasitica
Chiastospora parasitica är en svampart som beskrevs av Riess 1852. Chiastospora parasitica ingår i släktet Chiastospora, divisionen sporsäcksvampar och riket svampar.   Inga underarter finns listade i Catalogue of Life.